# Maria Taddei
Maria Taddei (Castelfranco di Sotto, 8 settembre 1946) è una politica italiana.

## Biografia
Funzionaria giuridica amministrativa della Regione Toscana dal 1974. Nel 1980 diventa assessore al comune di Santa Croce sull'Arno e dal 1985 è sindaco.
Eletta alla Camera dei deputati nelle file del PCI nel 1987. In seguito alla svolta della Bolognina, aderì al Partito Democratico della Sinistra. Alle elezioni del 1992 viene eletta senatrice nel PDS.
Successivamente ha ruoli di rilievo nella Camera di Commercio di Pisa. 
È presidente della fondazione Mithriade Onlus.